# Ferdinando Nuzzi
 Ferdinando Nuzzi  (né le 9 septembre 1644 à Orte, dans le  Latium, Italie, alors dans les États pontificaux, et mort le 1er décembre 1717 à Orvieto) est un cardinal italien du XVIIIe siècle.

## Biographie
Ferdinando Nuzzi étudie à l'université La Sapienza de Rome. Il exerce diverses  fonctions au sein de la Curie romaine, notamment comme commissaire général et clerc de la Chambre apostolique, référendaire au tribunal suprême de la Signature apostolique, conseiller à l'Inquisition, conseiller à la Congrégation des évêques et conseiller de la Congrégation des eaux. En 1706 il est nommé archevêque titulaire de Nicée.
Le pape Clément XI le crée cardinal lors du consistoire du 16 décembre 1715. En 1716 il est transféré au diocèse d'Orvieto avec titre personnel d'archevêque. Le cardinal Nuzzi fait bâtir le palais Nuzzi et est l'auteur  de l'œuvre Discorso intorno alla coltivazione della Campagna di Roma.

## Sources
- Fiche du cardinal sur le site fiu.edu